# Carex lianchengensis
Carex lianchengensis là một loài thực vật có hoa trong họ Cói. Loài này được S.Yun Liang & Y.Z.Huang mô tả khoa học đầu tiên năm 1995.